# Криштопов Ручей
Криштопов Ручей — упразднённый в 2015 году посёлок в Гордеевском районе Брянской области, в составе Петровобудского сельского поселения. Располагался в 4 км к юго-западу от села Петрова Буда, в 5 км к югу от деревни Малоудёбное, на восточном берегу торфяных болот реки Вихолки. Постоянное население с 2006 года отсутствовало.

## История
Упоминается с начала XX века; с 1929 года в Гордеевском районе, а в период его временного расформирования — в Клинцовском (1963—1966), Красногорском (1967—1985) районе. До 1954 года входил в Малоудебенский сельсовет.
Упразднён законом Брянской области от 28 сентября 2015 года № 74-З в связи с фактическим отсутствием жителей.
| Годы      | 1926 | 1979 | 1989 | 2002 | 2010 |
| --------- | ---- | ---- | ---- | ---- | ---- |
| Население | 134  | 66   | 27   | 2    | 0    |